# Toliman
De Toliman is een vulkaan in Guatemala. De stratovulkaan is 3158 meter hoog. De Toliman is gevormd tijdens het Holoceen in de Atitlán III caldera (Pleistoceen) ten zuiden van het meer van Atitlán. Er zijn geen uitbarstingen tijdens de historie bekend.
Ten zuiden van de vulkaan ligt op ongeveer drie kilometer afstand de vulkaan Atitlán en op tien kilometer naar het noordwesten de vulkaan San Pedro.